# 眷村菜
眷村菜是1949年中華民國政府遷移臺灣時，大量外省籍軍人及其眷屬從原鄉帶來的饮食。這些軍眷集中居住在政府發配的眷村中，他們的飲食因此被稱為「眷村菜」，並與臺灣本土菜結合，成為臺灣飲食文化的一部分。

## 流變

#### 遷臺初期
1949年遷臺初期，臺灣眷村菜以中國八大菜系為基礎，由於遷臺的軍人來自不同省份、駐紮不同地點，使在臺灣的中國八大菜系混雜，甚至出現不是四川人卻愛吃川菜的情況。
隨著外省籍軍人與臺灣本地人通婚的數量增加，眷村菜開始結合臺灣本土飲食特色。此外，國共內戰後物資短缺、經濟拮据，眷戶們只好以其他方式來取代原有的飲食習慣，將製作方法及食材簡單化、在地化，漸漸與中國八大菜系產生差異。

#### 美援時期
1951年至1965年期間，政府發配的「眷補」中有許多美國援助的資源，其中以「麵粉」的變化性最高，因此「麵食」逐漸成為眷村的主食。然而，軍方要求軍人適應軍中膳食，編訂「麵食製作食譜」、「黃豆食譜」等，此時的眷村菜受政府決策之影響，因此菜色較為侷限。此外，以「米飯」為主食的臺灣人也受到美援影響，加上眷村的麵食開始受到大眾喜愛，使臺灣人逐漸接受以「麵」為主食的生活型態。
眷戶們為改善經濟狀況，紛紛開設小店面販售拿手的眷村菜。為了迎合臺灣大眾口味，眷村菜更加臺灣本土化、商品化，逐漸成為臺灣飲食文化的一環。

#### 眷村改建時期
1996年，中华民国立法院通過〈國軍老舊眷村改建條例〉後，臺灣各地眷村拆遷，因此許多店家以「感念眷村氛圍及記憶」、「懷舊」為動機，紛紛開設眷村餐廳，雖然販售的菜與一般眷村餐館差異不大，但以內部裝潢及擺設營造國共內戰後嚴肅、簡樸的氣氛，使臺灣人飲食有更多元的選擇。

#### 特色飲食
- 川味牛肉麵
- 蒙古烤肉
- 椒麻雞
- 溫州大餛飩
- 汕頭麵
- 陽春麵
- 小籠湯包